# Rawlins Lowndes
Rawlins Lowndes, född 6 januari 1721 på Saint Kitts i Brittiska Västindien, död 24 augusti 1800 i Charleston i South Carolina, var en amerikansk politiker. Han var South Carolinas president 1778–1779.
Lowndes var verksam som advokat. År 1778 tillträdde han som South Carolinas president. Senare samma år godkände han ändringen i South Carolinas konstitution som ändrade presidenttiteln till guvernör även om han själv kallades president fram till ämbetsperiodens slut. År 1779 tillträdde sedan John Rutledge som guvernör.
Lowndes var Charlestons borgmästare (på den tiden kallades Charlestons borgmästare intendant) 1788–1789.